# Dierhagen
Dierhagen es un municipio situado en el distrito de Pomerania Occidental-Rügen, en el estado federado de Mecklemburgo-Pomerania Occidental (Alemania), a una altitud de 3 metros. Su población a finales de 2021 era de 1587 habs. y su densidad poblacional, 58 hab/km².
Se encuentra en el extremo noroeste del distrito, junto a la costa del mar Báltico y la frontera con el distrito de Rostock.